# ايبرهارد أرنولد
ايبرهارد أرنولد (بالألمانية: Eberhard Arnold)‏ (و. 1883 – 1935 م) هو عالم عقيدة، وفيلسوف، من ألمانيا، ولد في كونيغسبرغ، توفي في دارمشتات، عن عمر يناهز 52 عاماً.